# Daniel Dumonstier
Pour les articles homonymes, voir Famille Dumonstier.
Daniel Dumonstier, né le 14 mai 1574 et mort le 22 juin 1646, est un dessinateur et peintre français surnommé de son temps « le plus excellent crayonneur de l'Europe ». Il a fait le portrait d'un grand nombre de personnages de la première moitié du XVIIe siècle.

## Biographie
Il était fils de Cosme Dumonstier, peintre, valet de chambre du roi, et de Charlotte Bernier.
Sa célébrité était due à sa qualité de dessinateur de portrait aux trois crayons, mais aussi à sa personnalité. Il était sceptique quant à la religion et libertin dans sa manière de pensée et de se comporter. Sa personnalité lui a permis d'approcher les plus grands personnages du royaume, mais aussi par Peiresc et par Malherbe. Son caractère a fait de lui le seul artiste auquel Tallemant des Réaux a consacré une de ses historiettes, publiée sous le titre Du Moustier.
Son cabinet de curiosités a été un des plus fameux de Paris. Plusieurs visiteurs célèbres sont venus le voir, comme le duc de Buckingham, en 1625, le cardinal Pamphili, neveu d'Innocent X.
Sa bibliothèque était réputée. Convoitée par Gabriel Naudé, bibliothécaire de Mazarin, elle a été acquise par lui après sa mort, en 1646.
Après son décès, le Père Pierre de Saint-Romuald a écrit pour cette année-là : « Dumonstier, le plus excellent crayonneur de l’Europe, mourut de mort subite aux galeries du Louvre où il était logé. Quelques-uns disent qu’il ne s’était confessé de longtemps, mais ses filles assurent qu’il s’acquitta de ce devoir à Pâques et même que le jour qu’il acheva de vivre il avait achevé la pénitence qu’on lui avait donnée ». Le scepticisme de Daniel Dumonstier en matière de religion lui a fait ajouter : « Quelque bel esprit que l’on ait, si l’on ne sait faire les affaires de son salut en servant Dieu, on sera de ce nombre infini de malavisés dont parle l’Écriture ».

## Famille
Les Dumonstier sont une famille de dessinateurs des XVIe et XVIIe siècles.

## Œuvres
- Portrait de Gabrielle d'Estrées, vers 1598, Paris, Bibliothèque nationale de France.
- Portrait de François de l'Aubespine, Chantilly, Musée Condé.
- Portrait de Jean Duvergier de Hauranne, abbé de Saint-Cyran, gravé par Pierre Daret pour l'édition des Lettres chrestiennes et spirituelles, Paris, Veuve Martin Durand, 1645.
- Portrait de Concino Concini, 1614, estompe, pastel, pierre noire, rehauts de blanc et sanguine sur papier, 47 × 34 cm, Paris, musée du Louvre.
- Portrait de Charles Ier de Mantoue, Charleville-Mézières, musée de l'Ardenne.
- Portrait présumé du chancelier Brûlard de Sillery, Paris, musée du Louvre.
- Portrait dit de Diane de Vivonne, 1614, Chantilly, musée Condé.
- Portrait de Françoise Hésèque, 1619, Paris, Bibliothèque nationale de France.
- Portrait du duc de Buckingham, 1625, Paris, Bibliothèque nationale de France
- Portrait d'homme, pierre noire et sanguine sur papier, 31 × 22 cm, Paris, Beaux-Arts de Paris[4]. Contrairement à la pratique aucune indication ne renseigne l'identité de cet homme au regard intense. Le travail du dessinateur se concentre sur le visage. La moustache très fine et surtout la coiffure, cheveux coupés courts et rejetés en arrière, permettent de situer l’œuvre dans les années 1590[5].
- Portrait  de Guillaume  Le Gouverneur, gravé par Léonard Gaultier.

## Galerie

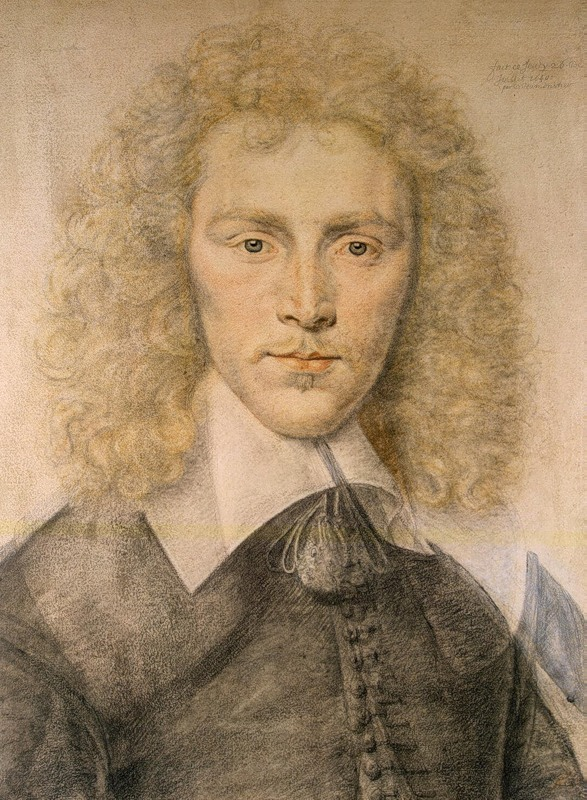
Portrait d'un jeune homme aux cheveux blonds.
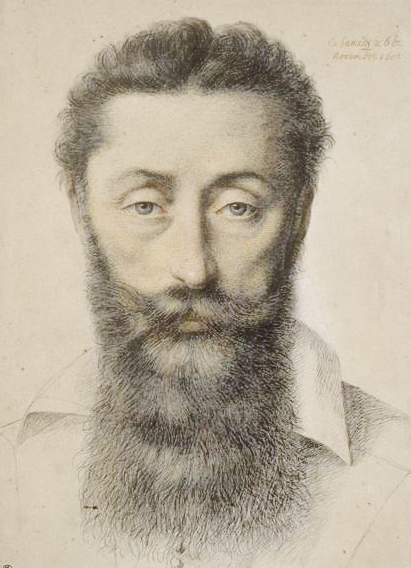
Nicolas Brûlart de Sillery, musée du Louvre, Paris.
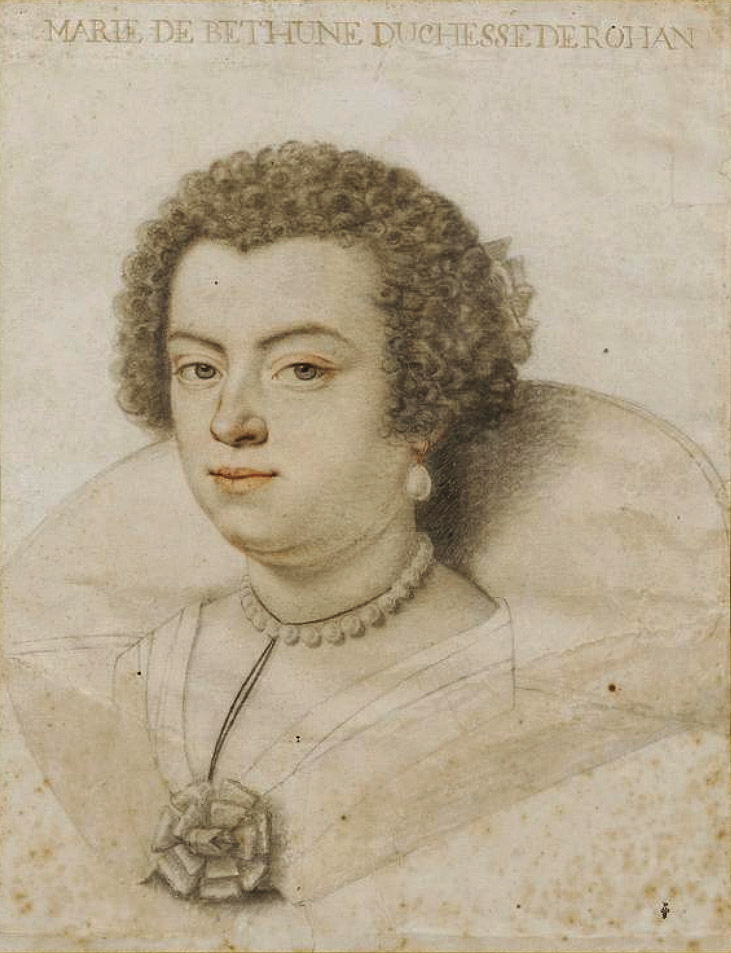
Portrait de Marguerite de Béthune (1595-1660), épouse de Henri II de Rohan, musée Condé, Chantilly.
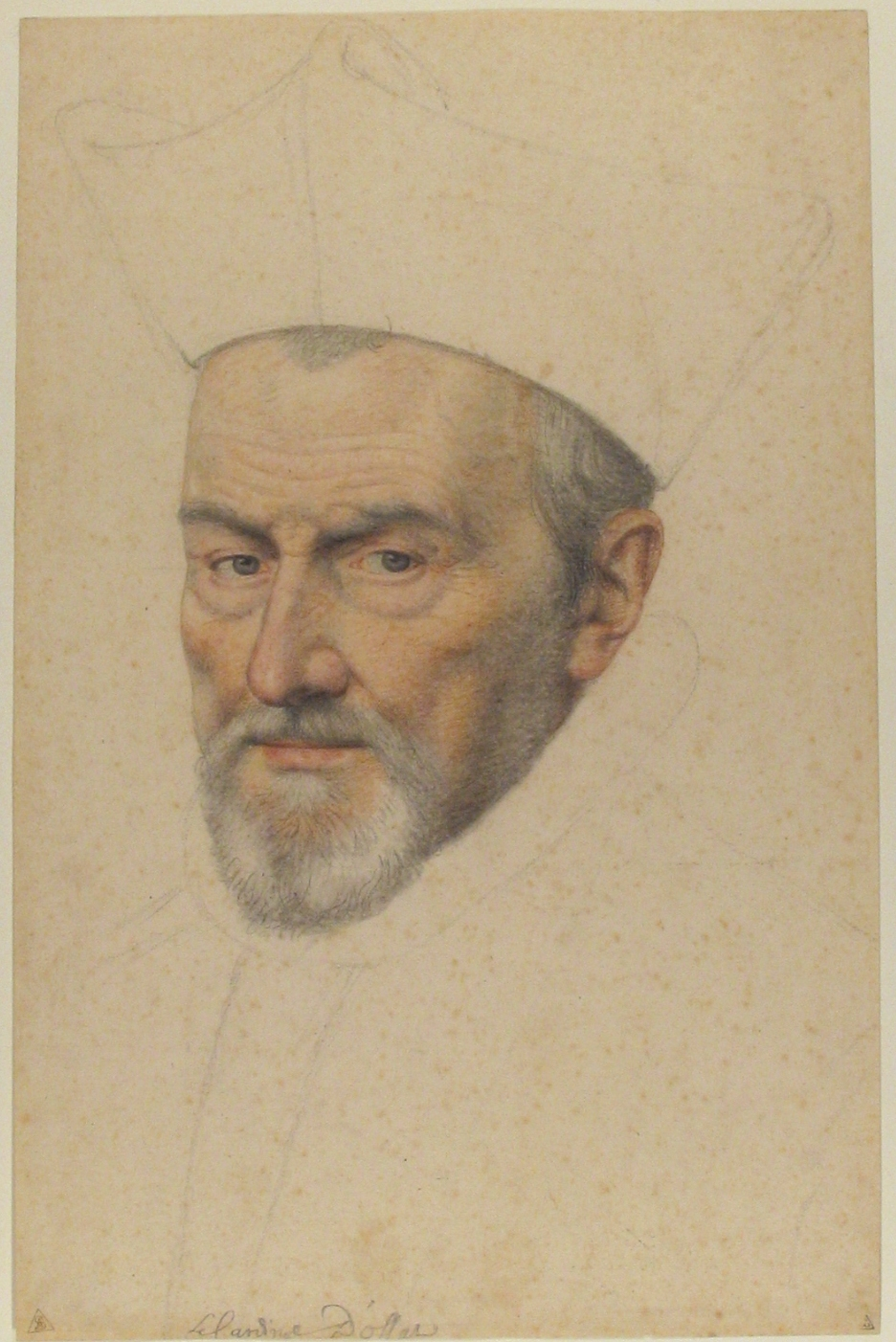
Portrait du cardinal d'Ossat, Metropolitan Museum of Art, New York.

## Publications
- Stances sur la mort de très chrestien et très invincible Henry le grand roy de France & de Navarre , par Daniel Du Monstier, peintre du Roy & de la Royne. À La royne, Paris, 1610 (lire en ligne)
- Ode sur le couronnement de Louys XIII. Roy de France & de Navarre. A sa majesté, par Daniel Du Monstier, peintre du Roy & de la Royne, Paris, 1610 (lire en ligne)

## Expositions
- « Exposition de portraits peints et dessinés du XIIIe au XVIIe siècle », Paris, Bibliothèque nationale, avril-juin 1907, comprenant des dessins des Dumonstier conservés à la Bibliothèque nationale de France.
- Une exposition, comprenant la totalité des dessins de Daniel Dumonstier conservés à Chantilly (soit une trentaine de pièces) et d'importants prêts de la Bibliothèque nationale de France et du musée du Louvre, a été organisée au musée Condé à Chantilly du 15 mars 2006 au 15 juin 2006 à l'occasion de la publication par les Éditions Arthena de la thèse de Daniel Lecœur sur l'artiste.